# Караидельский сельсовет
Караиде́льский сельсове́т — муниципальное образование в Караидельском районе Башкортостана.

## История
Согласно «Закону о границах, статусе и административных центрах муниципальных образований в Республике Башкортостан» имеет статус сельского поселения.

## Население
| 2002  | 2009  | 2010  | 2012  | 2013  | 2014  | 2015  |
| ----- | ----- | ----- | ----- | ----- | ----- | ----- |
| 7007  | ↗7844 | ↗7969 | ↘7944 | ↗8036 | ↘8028 | ↗8092 |
| 2016  | 2017  | 2018  |       |       |       |       |
| ↗8208 | ↘8200 | ↗8235 |       |       |       |       |

## Состав сельского поселения
| №  | Населённый пункт | Тип населённого пункта       | Население |
| -- | ---------------- | ---------------------------- | --------- |
| 1  | Караидель        | село, административный центр | ↗6170     |
| 2  | Абызово          | село                         | ↗905      |
| 3  | Старые Багазы    | деревня                      | ↗496      |
| 4  | Нижние Балмазы   | деревня                      | ↘221      |
| 5  | Чапаш            | деревня                      | ↗213      |
| 6  | Уразбахты        | деревня                      | ↗101      |
| 7  | Давлятовка       | деревня                      | ↗27       |
| 8  | Новосёлка        | деревня                      | ↘24       |
| 9  | Зинатовка        | деревня                      | →2        |
| 10 | Средние Багазы   | деревня                      | ↘0        |